# Старое Село (Рогачёвский район)
 Старое Село (бел. Старое Сяло) — деревня, центр Старосельского сельсовета Рогачёвского района Гомельской области Беларуси.
На юге и западе граничит с лесом.

## География

### Расположение
В 10 км на север от Рогачёва, 4 км от железнодорожной станции Старосельский (на линии Могилёв — Рогачёв), 131 км от Гомеля.

### Гидрография
На реке Добрица (приток реки Днепр).

## Транспортная сеть
Автодорога связывает деревню с Рогачёвом. Планировка состоит из длинной прямолинейной улицы, близкой к меридиональной ориентации, на восток от реки — короткая прямолинейная улица. Застройка двусторонняя, деревянная, усадебного типа.

## История
По письменным источникам известна с XVI века как деревня в Речицком повете Минского воеводства Великого княжества Литовского, великокняжеская собственность. В 1567 году должна была выделять своих ополченцев для армии ВКЛ. В 1696 году упоминается как селение в приходе Рогачёвской замковой церкви. Упоминается в 1756 году как деревня Староселье в Рогачёвском войтовстве Рогачёвского староства.
После 1-го раздела Речи Посполитой (1772 год) в составе Российской империи. В 1832 году построено здание школы (в 1864 — 16, в 1889 — 20 учеников). В 1881 году в Кистенёвской волости Рогачёвского уезда Могилёвской губернии. Согласно переписи 1897 года действовали церковь, часовня, хлебозапасный магазин; рядом одноимённый фольварк. С 1903 года работала винокурня. В 1909 году библиотека при школе, 1242 десятины земли, в фольварке 664 десятины земли.
С 20 августа 1924 года центр Старосельского сельсовета Рогачёвского района Бобруйского (до 26 июля 1930 года) округа, с 20 февраля 1938 года Гомельской области. В 1930 году организован колхоз. Во время Великой Отечественной войны оккупанты создали в деревне свой опорный пункт, разгромленный партизанами. В районе деревни, где длительное время велись тяжелые бои, погибли 6307 советских солдат (похоронены в 3 братских могилах в центре деревни и в 2 братских могилах на кладбище). Освобождена 24 февраля 1944 года. 20 жителей погибли на фронте. В 1977 году в деревню переселились жители посёлка Парня, в 1979 году — деревни Синее Море. Центр птицефабрики «Рогачёвская». Расположены Старосельское лесничество, мельница, швейная мастерская, средняя школа, Дом культуры, библиотека, детские ясли-сад, фельдшерско-акушерский пункт, ветеринарный участок, отделение связи, 2 магазина.
В состав Старосельскага сельсовета входили до Великой Отечественной войны деревня Румок, которую каратели сожгли (не возродилась), до 1977 года — посёлок Парня, до 1979 года — деревня Синее Море, до 1987 года — деревни Близнецы, Руднецкий Лес и Междерев (в настоящее время не существуют).

## Население

### Численность
- 2004 год — 193 хозяйства, 539 жителей.

### Динамика
- 1881 год — 60 дворов, 355 жителей.
- 1897 год — 84 двора; в фольварке4 двора (согласно переписи).
- 1909 год — 102 двора, 695 жителей.
- 1925 год — 105 дворов.
- 1959 год — 462 жителя (согласно переписи).
- 2004 год — 193 хозяйства, 539 жителей.

## Известные уроженцы
- Р. Т. Лыньков — белорусский поэт.